# Norské dřevo (film)
Norské dřevo je název filmové adaptace Murakamiho stejnojmenného románu z roku 2010, kterou režíroval Tran Anh Hung.
Její děj se pevně drží textu knihy, nejvýraznějším zásahem je vynechání Reičina příběhu z vyprávění. Film akcentuje některé složky knihy, které nebyly tolik explicitní, jako je třeba Naočino šílenství a částečně potlačuje komické rysy postav, zejména Midori.